# آر بي إن إس صبحا

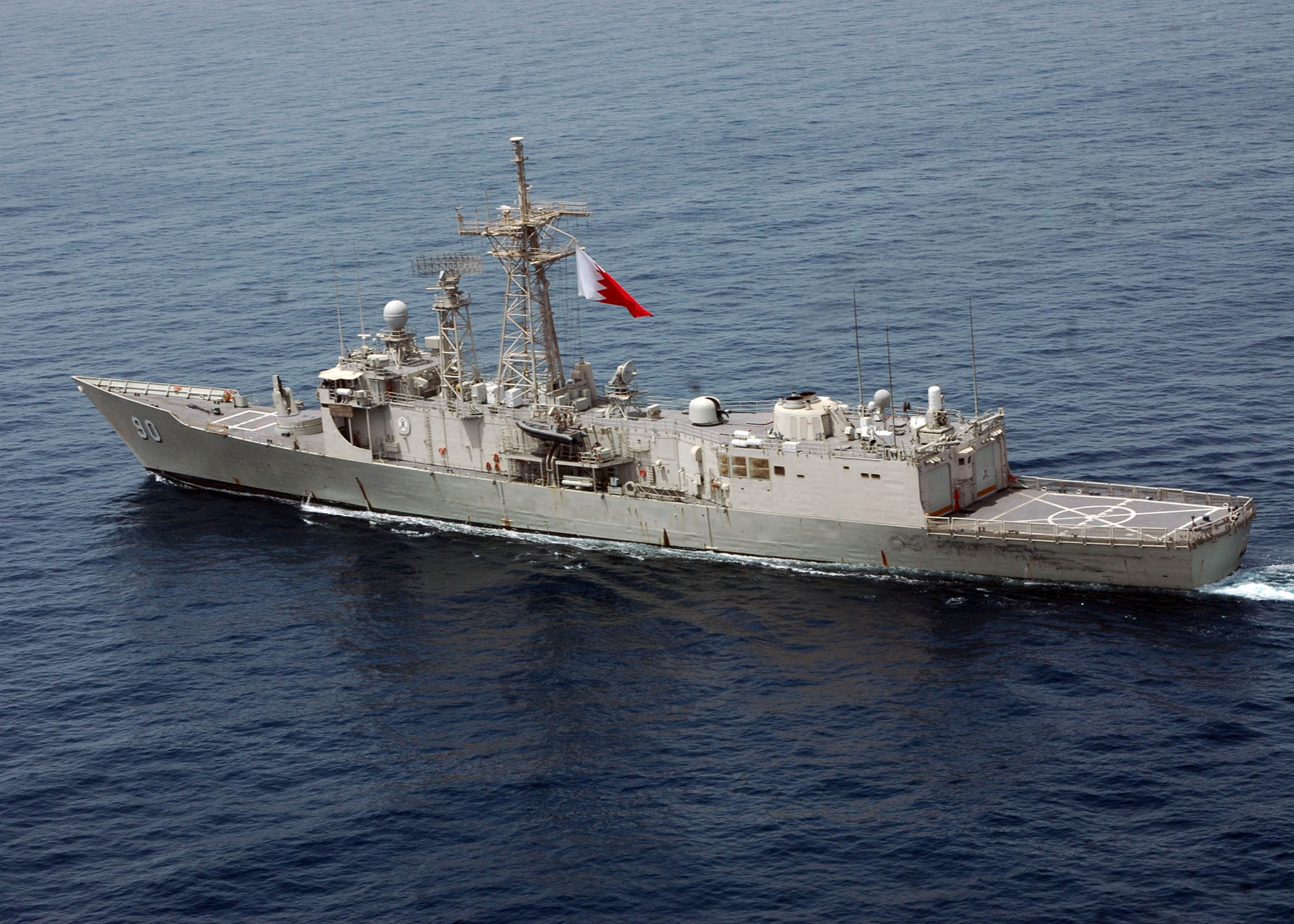
ار بي ان اس صبحا في 17 أبريل 2008 في الخليج العربي

ار بي ان اس صبحا (المعروفة سابقا باسم يو اس اس جاك ويليامز خلال مسيرتها في الولايات المتحدة) فرقاطة في خدمة القوات البحرية الملكية البحرينية. تم نقل ملكيتها إلى البحرين كهدية يوم 13 سبتمبر 1996.

## التاريخ
بدأت شركة باث للأعمال الحديدية في بنائها في 28 فبراير 1977 كجزء من برنامج اف واي 77 ووضعت جاك وليامز في 25 فبراير 1980 وأطلقت في 30 أغسطس 1980 وكلفت بمهام في 19 يوليو 1981.